# Астечки календар
Астечки календар је календарски систем који су користили Астеци као и други претколумбијски народи централног Мексика. То је један од мезоамеричких календара и дели основну структуру календара старе Мезоамерике.
Календар се састојао од календарског циклуса од 365 дана по имену xiuhpohualli (број или бројање година) и ритуалног циклуса од 260 дана по имену tonalpohualli (број дана). Ова два циклуса се комбинују у век од 52 године, који се понекад назива "Календарски круг". Први календар се сматра пољопривредним календаром, јер потиче од Сунчевог кретања, а други се сматра светим календаром.
Календарска година је почињала првом појавом астеризма Плејаде на истоку баш пред светлост зоре, (што се зове хелијакални излазак).

## Tonalpohualli
Тоналпоуали ("број дана") је циклус од 260 дана, сваки дан је јединствено означен комбинацијом броја (од 1 до 13) и једним од двадесет ознака (имена) за дане. Сваким новим даном се увећава број дана и смењује име: после 1 Крокодил долази 2 Ветар, 3 Кућа, 4 Гуштер итд. до 13 Трска. Затим се понавља циклус бројева, следећи дан је 1 Јагуар. Циклус ознака се наставља до 7 Цвет, а онда се и он рестартује па је следећи дан 8 Крокодил. Да би се поново дошло до 1 Крокодил потребно је 260 (13×20) дана.

### Ознаке дана
Скуп ознака за дане коришћен у централном Мексику је идентичан оном који су користили Микстеци и донекле сличан ономе из осталих мезоамеричких календара.
Свакој ознаци за дан такође приписују и један од четири кардинална правца.
Постоје варијације у начину на који су знаци за дане цртани или урезивани. Овде дати су узети из Codex Magliabechiano.
| Слика | Нахуатл име        | Изговор | Превод                                         | Правац |
| ----- | ------------------ | ------- | ---------------------------------------------- | ------ |
|       | Cipactli           |         | Крокодил Алигатор Кајман Крокодилско Чудовиште | Исток  |
|       | Ehecatl            |         | Ветар                                          | Север  |
|       | Calli              |         | Кућа                                           | Запад  |
|       | Cuetzpalin         |         | Гуштер                                         | Југ    |
|       | Coatl              |         | Гуја Змија                                     | Исток  |
|       | Miquiztli          |         | Смрт                                           | Север  |
|       | Mazatl             |         | Јелен                                          | Запад  |
|       | Tochtli            |         | Зец                                            | Југ    |
|       | Atl                |         | Вода                                           | Исток  |
|       | Itzcuintli         |         | Пас                                            | Север  |
|       | Ozomatli Ozomahtli |         | Мајмун                                         | Запад  |

| Слика | Нахуатл име                 | Изговор | Превод                  | Правац |
| ----- | --------------------------- | ------- | ----------------------- | ------ |
|       | Malinalli                   |         | Трава                   | Југ    |
|       | Acatl                       |         | Трска                   | Исток  |
|       | Ocelotl                     |         | Јагуар                  | Север  |
|       | Quauhtli Cuauhtli           |         | Орао                    | Запад  |
|       | Cozcaquauhtli Cozcacuauhtli |         | Лешинар                 | Југ    |
|       | Ollin Olin                  |         | Покрет Потрес Земљотрес | Исток  |
|       | Tecpatl                     |         | Кремен Кремени нож      | Север  |
|       | Quiahuitl Quiyahuitl        |         | Киша                    | Запад  |
|       | Xochitl                     |         | Цвет                    | Југ    |

Ветар и Киша су представљени ликовима њима придружених богова, Ехекатл одн. Тлалок.
Остале ознаке на камену су показивале садашњи свет и светове пре њега. Сваки свет је називан „сунце“ а свако сунце је имало своју врсту становника. Астеци су веровали да се налазе у петом сунцу и да ће и оно, као и сва ранија сунца, нестати због својих несавршености. Обележаване су сваке 52 године, јер су веровали да је то животни циклус и да би богови на крају било ког датог животног циклуса могли одузети све што људи имају и уништити свет.

### Тринаестице
Скуп од тринаест нумерисаних дана је познат по шпанској речи trecena (trece - тринаест). Свака од двадесет тресена у 260-дневном циклусу је била повезана с неким божанством:
| Тресена                | Божанство       |
| ---------------------- | --------------- |
| 1 Крокодили – 13 Трска | Ometeotl        |
| 1 Јагуар – 13 Смрт     | Quetzalcoatl    |
| 1 Јелен – 13 Киша      | Tepeyollotl     |
| 1 Цвет – 13 Трава      | Huehuecoyotl    |
| 1 Трска – 13 Змија     | Chalchiuhtlicue |
| 1 Смрт – 13 Кремен     | Tonatiuh        |
| 1 Киша – 13 Мајмун     | Tlaloc          |
| 1 Трава – 13 Гуштер    | Mayahuel        |
| 1 Змија – 13 Потрес    | Xiuhtecuhtli    |
| 1 Кремен – 13 Пас      | Mictlantecuhtli |

| Тресена               | Божанство        |
| --------------------- | ---------------- |
| 1 Мајмун – 13 Кућа    | Patecatl         |
| 1 Гуштер – 13 Лешинар | Itztlacoliuhqui  |
| 1 Потрес – 13 Вода    | Tlazolteotl      |
| 1 Пас – 13 Ветар      | Xipe Totec       |
| 1 Кућа – 13 Орао      | Itzpapalotl      |
| 1 Лешинар – 13 Зец    | Xolotl           |
| 1 Вода – 13 Крокодил  | Chalchiuhtotolin |
| 1 Ветар – 13 Јагуар   | Chantico         |
| 1 Орао – 13 Јелен     | Xochiquetzal     |
| 1 Зец – 13 Цвет       | Xiuhtecuhtli     |